# كورت مازور

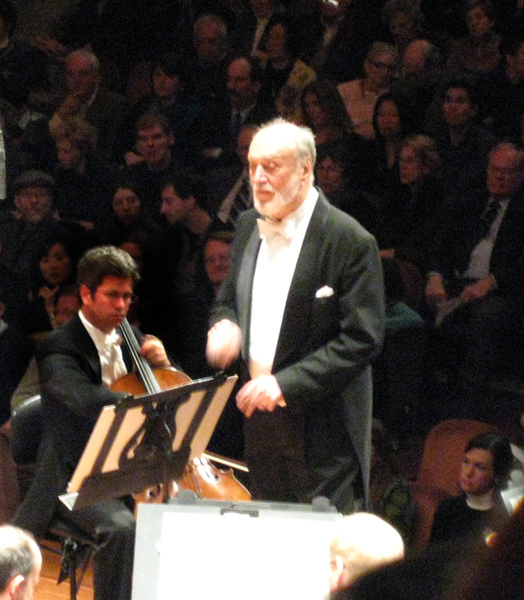
كورت مازور بمعزوفة لفيلكس مندلسون

كورت مازور (بالألمانية: Kurt Masur)‏ (18 يوليو 1927 - 19 ديسمبر 2015) هو قائد فرقة موسيقية ألماني. ويُلقب بأنه "آخر مايسترو على الطراز القديم"، قاد العديد من فرق الأوركسترا الرئيسية في عصره. وشغل أيضاً منصِّب المدير الموسيقي لأوركسترا نيويورك.

## حياته
ولد مازور في بلدة بريزغ في مقاطعة سيليزيا السفلى التابعة لجمهورية فايمر، أما حالياً فتتبع بلدة بريزغ لبولندا. ودرس العزف على البيانو وتكوينها في لايبزيغ في ساكسونيا. وتزوج لثلاث مرات وانتهى زواجه الأول بالطلاق. وانجب من زوجته الثانية ارمغراد ابنة. وتوفيت ارمغراد في حادث سيارة مع زوجها كورت الذي أصيب بجروح بالغة. ثم انجب ابن آخر من زوجته الثالثة.

## الجوائز
- وسام جوقة الشرف 1997.

## روابط خارجية
- كورت مازور على موقع IMDb (الإنجليزية)
- كورت مازور على موقع الموسوعة البريطانية (الإنجليزية)
- كورت مازور على موقع مونزينجر (الألمانية)
- كورت مازور على موقع ميوزك برينز (الإنجليزية)
- كورت مازور على موقع أول موفي (الإنجليزية)
- كورت مازور على موقع إن إن دي بي (الإنجليزية)
- كورت مازور على موقع أول ميوزيك (الإنجليزية)
- كورت مازور على موقع ديسكوغز (الإنجليزية)
- كورت مازور على موقع كينوبويسك (الروسية)